# 1929 (numero)
Millenovecentoventinove (1929) è il numero naturale dopo il 1928 e prima del 1930.

## Proprietà matematiche
- È un numero dispari.
- È un numero composto da 4 divisori: 1, 3, 643, 1929. Poiché la somma dei suoi divisori (escluso il numero stesso) è 647 < 1929, è un numero difettivo.
- È un numero semiprimo.
- È un numero nontotiente in quanto dispari e diverso da 1.
- È un numero felice.
- È un numero intero privo di quadrati.
- È un numero malvagio.
- È parte delle terne pitagoriche (1929, 2572, 3215), (1929, 206720, 206729), (1929, 620172, 620175), (1929, 1860520, 1860521).

## Astronomia
- 1929 Kollaa è un asteroide della fascia principale del sistema solare.

## Astronautica
- Cosmos 1929 è un satellite artificiale russo.